# Trémeheuc
Trémeheuc é uma comuna francesa na região administrativa da Bretanha, no departamento Ille-et-Vilaine. Estende-se por uma área de 6,04 km². Em 2010 a comuna tinha 357 habitantes (densidade: 59,1 hab./km²).